# Elton Mayo
George Elton Mayo (26 de diciembre de 1880, Adelaida, Australia-7 de septiembre de 1949 Guildford (Reino Unido)), fue un teórico social, sociólogo y psicólogo industrial especializado en  teoría de las organizaciones, las relaciones humanas y el movimiento por las relaciones humanas.
Su interés primordial fue estudiar los efectos psicológicos del crecimiento que podían producir las condiciones físicas del trabajo en relación con la producción. Demostró que no existe cooperación de los trabajadores en los proyectos si estos no son escuchados ni considerados por parte de sus superiores; así es difícil y en ocasiones casi imposible llegar a los objetivos estipulados.

## Aporte
Es sobre todo bien conocido por los estudios de Hawthorne Studies de la lógica del sentimiento de los trabajadores y la lógica del coste y la eficiencia de los directivos que podría conducir a conflictos dentro de las organizaciones.
Mayo afirma que el estudio aplicado de las relaciones de trabajo requiere la integración de varias perspectivas.
Los hallazgos de Mayo y sus colaboradores, basados en parte en las ideas concebidas por Vilfredo Pareto, tendrían un efecto crucial en el pensamiento administrativo. La modificación de la iluminación del grupo de prueba, la realización de cambios en los períodos de descanso, la reducción de la jornada de trabajo y la aplicación de variantes en los sistemas de pago de incentivos no parecieron explicar los cambios en la productividad. Así pues, Mayo y sus colaboradores llegaron a la conclusión de que eran otros factores los responsables. Descubrieron que, en general, el aumento de la productividad se debía a factores sociales como la moral de los empleados, la existencia de satisfactorias interrelaciones entre los miembros de un grupo de trabajo ("sentido de pertenencia") y la eficacia de la administración: un tipo de administración capaz de comprender el comportamiento humano, especialmente el comportamiento grupal, y de favorecerlo mediante habilidades interpersonales como la motivación, la asesoría, la dirección, y la comunicación. Este fenómeno, producto sobre el hecho de que se pusiera atención en los individuos, se conoce como "efecto péndulo".
La idea principal de este sociólogo fue la de modificar el modelo mecánico del comportamiento organizacional para sustituirlo por otro que tuviese más en cuenta los sentimientos, actitudes, complejidad motivacional y otros aspectos del sujeto humano. Esto es conocido como teoría de las relaciones humanas o escuela humanística de administración.
Mayo era de religión cristiana y encontró en el divisionismo estadounidense de esta un campo de estudio para su teoría de la autoridad social. Él observó una gran fragmentación doctrinal en los grupos locales y al verlos sin una organización básica, comenzó organizando liderazgos y de ahí las personas empezaron a organizarse repercutiendo no solo en las iglesias sino también en sus empleos y hogares. Mayo critica fuertemente a los grupos separatistas Cuáqueros y Unitarios que promovían la enajenación de los miembros en las familias de diferente denominación.
Elton Mayo afirmó que el individuo no era una máquina y dándole incentivos, el individuo rendiría en su trabajo.

## El experimento de Hawthorne y sus conclusiones
Llevó a cabo un experimento en la Western Electric Company que tenía como objetivo determinar la relación entre la satisfacción del individuo y su eficiencia en la producción. Dicho experimento se dividió en dos fases:

### Primera fase
A partir de 1925 la Academia Nacional de Ciencias de los Estados Unidos inició estudios para verificar la correlación entre productividad e iluminación en el área de trabajo.
Se estudió el efecto de la iluminación sobre el rendimiento de los obreros. Se pudo comprobar que las  condiciones psicológicas afectan la productividad, a mayor luz mayor productividad y viceversa.
Llegó a la conclusión de que si se cambiaba el ambiente social se mejorarían las relaciones humanas, pero el ambiente social del lugar de trabajo no es más que uno de los factores de interacción que influyen en la productividad.

### Segunda fase
Registro experimental del mantenimiento de las condiciones de trabajo y horarios normales, y se midió su ritmo de producción.
Los obreros percibieron que sus mejores esfuerzos individuales se vieran reflejadas en sus salarios. Como resultado, se introdujeron minutos de descanso por la mañana y por la tarde, y se estableció una semana de cinco días con el sábado libre  para un aumento de producción.
Poco antes de 1923, Mayo había dirigido una investigación en una fábrica textil en Filadelfia, que presentaba problemas de producción y una rotación anual de personal cerca del 250%. Mayo introdujo un periodo de descanso y dejó a criterio de los obreros la decisión de cuándo deberían parar las máquinas. Al poco tiempo surgió solidaridad en el grupo, aumentó la producción y disminuyó la rotación.
En 1927 el Consejo Nacional de Investigaciones inició un experimento en una fábrica de la Western Electric Company, en el barrio de Hawthorne de Chicago, para determinar la relación entre la intensidad de la iluminación y la eficiencia de los obreros en la producción. Experimento que se volvería famoso, coordinado por Elton Mayo.
Los investigadores verificaron que los resultados del experimento se vieron afectados por variables psicológicas. Intentaron eliminar o neutralizar el factor psicológico, extraño y no pertinente, lo que obligó a prolongar el experimento hasta 1932, cuando fue suspendido por la crisis de 1929.
La Western Electric (fabricación de equipos y componentes telefónicos) desarrollaba una política de personal dirigida al bienestar de los obreros, pagaba salarios satisfactorios y brindaba buenas condiciones de trabajo. En Hawthorne, en su departamento de montaje de redes de teléfono, trabajaban jóvenes empleadas que realizaban tareas simples y repetitivas que exigían gran rapidez. En la época una empleada montaba cinco relés cada seis minutos. La empresa no estaba interesada en aumentar la producción, sino en conocer mejor a sus empleados.
Este experimento permitió delinear los principios básicos de la escuela de las relaciones humanas.

### Conclusiones del experimento de Hawthorne
- 1. El nivel de producción se determina por la capacidad física o fisiológica del trabajador (teoría clásica), sin embargo las normas sociales y las expectativas que lo rodean también son factores importantes.
- 2. El comportamiento del individuo se apoya por completo en el grupo. Los trabajadores no actúan ni reaccionan aisladamente como individuos.
- 3. Los obreros que producían muy por encima o muy por debajo de la norma socialmente determinada, perdían el afecto y el respeto de los compañeros. El comportamiento de los trabajadores está condicionado por normas y estándares sociales.
- 4. En Hawthorne los investigadores se concentraron en los aspectos informales de la organización. La empresa pasó a ser una organización social compuesta por grupos sociales informales, cuya estructura no siempre coincide con la formal (con los propósitos y estructura definidos por la empresa). Los grupos informales definen sus reglas de comportamiento, sus recompensas y sanciones sociales, sus objetivos, su escala de valores sociales, sus creencias y expectativas, y cada participante los asimila e integra en sus actitudes y su comportamiento. La teoría de las relaciones humanas esbozó el concepto de organización informal: la organización se compone del conjunto de personas que se relacionan espontáneamente entre sí.
- 5. En la organización es muy importante tener en cuenta los aspectos y las decisiones que tienen los empleados para enfocar y establecer las relaciones humanas.
- 6. Elton Mayo llegó a la conclusión de que a mayor interacción, mayor capacidad productiva .
- 7. Cualquier cambio produce una reacción en el personal.
- 8. Gracias a este experimento se pudo comprobar que cuando el trabajador se siente bien, es más productivo a la hora de trabajar.

## Algunas publicaciones
- 1972. Psychology of Pierre Janet, London: Greenwood Press.

- 2003. The Human Problems of an Industrial Civilization

- 2004. Critical Evaluations in Business and Management. Ed. John Cunningham Wood, Michael C. Wood,

- 2007. The Social Problems of an Industrial Civilization  (enlace roto disponible en Internet Archive; véase el historial, la primera versión y la última).

### Obras sobre Elton Mayo
- Daniel Bell, "Adjusting Men to Machines: Social Scientists Explore the World of the Factory," Commentary  3 (1947): 79-88.
- Kyle Bruce, "Henry S. Dennison, Elton Mayo, and Human Relations historiography" in: Management & Organizational History , 2006, 1: 177-199
- Elton Mayo, Gael, The Mad Mosaic: A Life Story  Quartet, London 1984
- Richard C. S. Trahair, Elton Mayo: The Humanist Temper , Transaction Publishers, U.S. 2005 ISBN 1412805244
- James Hoopes, "The Therapist: Elton Mayo" in "False Prophets: The Gurus who created modern management...", 2003, pp. 129-159.